# Hyposypnoides undina
Hyposypnoides undina là một loài bướm đêm trong họ Noctuidae.